# Бой при Берстгейме
Бой при Берстгейме (фр. Bataille de Berstheim) произошёл 2 декабря 1793 года между войсками Французской республики и силами армии эмигрантов-роялистов Конде.
В результате осеннего 1793 года наступления на Рейне австрийцы заняли позицию на Модере, защищенную системой из тридцати редутов. Они намеревались спокойно провести там на зимних квартирах. 
1 декабря Шарль Пишегрю, назначенный новым командующим французской Рейнской армии выдвинул бригаду генерала Пьера-Вианте к Минверсгейму, чтобы атаковать австрийский отряд Гогенлоэ и легион Мирабо из эмигрантского корпуса Конде, укрепившийся в окопах в Берстгейме.
На следующий день, 2 декабря 1793 года, генерал-адъютант (полковник) Гувьон Сен-Сир, имея два батальона, кавалерийский полк и шесть пушек, возглавил атаку на Берстгейм. Вначале он выдвинул свои войска, расположенные между деревнями Виттерсгейм и Гохштетт, а затем перестроил их в три колонны, имея на левом фланге кавалерию, и под прикрытием огня артиллерии, с застрельщиками впереди, атаковал редут, расположенный в садах вправо от деревни. Республиканские гренадеры перекололи штыками дрогнувших эмигрантов легиона Мирабо и ворвались в Берстгейм. Затем Сен-Сир стал дожидаться подхода основных сил бригады Пьера-Вианте (пять батальонов и три эскадрона), которая стала прибывать от Гютендорфа.
Как только голова колонны Пьера-Вианте поравнялась с Берстгеймом, она была обстреляна артиллерией эмигрантов и контратакована четырьмя колоннами пехоты. В то же самое время кавалерия эмигрантов, пройдя справа, атаковала республиканскую кавалериею, разгромила ее и захватила семь пушек. Республиканская кавалерия и пехота стали беспорядочно отходить, пока, вернувшись на гребень горы, не оказалась под защитой своей многочисленной артиллерии.
Сен-Сир, занимавший своими двумя батальонами Берстгейм и видевший разгром бригады Пьера-Вианте, отошёл из деревни, тут же занятой силами Конде. Австрийцы, со своей стороны, в этом бою участия не принимали.
Первая победа эмигрантов-роялистов в бою стала широко известна в Европе. Впоследствии эмигранты и историки преувеличивали её значение.